# NGC 693
NGC 693 je galaksija u zviježđu Ribe.

## Vanjske poveznice
- SEDS: NGC 0693